# Yahya Kanu
Yahya James Kanu, também James Yaya Kanu, (nascido em Magburaka, Tonkolili e falecido em 29 de dezembro de 1992 em Freetown) foi um coronel das Forças Armadas de Serra Leoa e presidente do Conselho Nacional de Governo Provisório (NPRC) em Serra Leoa - segundo informações não confirmadas - de 29 de abril a no máximo 1 de maio de 1992, tornando-se de facto chefe de Estado.
Kanu teria sido o líder no golpe de Estado contra o presidente Joseph Saidu Momoh em abril de 1992. No entanto, seu papel permanece obscuro, pois ele era considerado amigo de Momoh e negou qualquer ligação com os soldados envolvidos no golpe. Kanu foi capturado imediatamente ou alguns dias depois por seu sucessor, Valentine Strasser, e encarcerado na prisão de Pademba Road. Ele foi executado em 29 de dezembro de 1992 ou - segundo a Amnistia Internacional - em 30 de dezembro de 1992 com 25 (ou 28) outras pessoas, após um golpe fracassado contra Strasser. A condenação por traição ocorreu somente após a execução.